# Dongshi (köpinghuvudort i Kina, Hubei Sheng, lat 30,41, long 111,70)
Dongshi är en köpinghuvudort i Kina. Den ligger i provinsen Hubei, i den centrala delen av landet, omkring 250 kilometer väster om provinshuvudstaden Wuhan. Antalet invånare är 54 730. Befolkningen består av 26 830 kvinnor och 27 900 män. Barn under 15 år utgör 10,0 %, vuxna 15-64 år 78 %, och äldre över 65 år 11,0 %.
Runt Dongshi är det tätbefolkat, med 383 invånare per kvadratkilometer. Närmaste större samhälle är Bailizhou, 9,3 km öster om Dongshi. Trakten runt Dongshi består till största delen av jordbruksmark.
Genomsnittlig årsnederbörd är 1 313 millimeter. Den regnigaste månaden är maj, med i genomsnitt 197 mm nederbörd, och den torraste är december, med 17 mm nederbörd.